# (24323) 2000 AW49
(24323) 2000 AW49 est un astéroïde de la ceinture principale découvert en 2000.

## Description
(24323) 2000 AW49 a été découvert le 5 janvier 2000 à l'observatoire d'Ondřejov, situé près du village de Ondřejov, à environ 35 km au sud-est de Prague (République tchèque), par Petr Pravec et Peter Kušnirák.

### Caractéristiques orbitales
L'orbite de cet astéroïde est caractérisée par un demi-grand axe de 2,94 UA, un périhélie de 2,78 UA, une excentricité de 0,06 et une inclinaison de 1,23° par rapport à l'écliptique. Du fait de ces caractéristiques, à savoir un demi-grand axe compris entre 2 et 3,2 UA et un périhélie supérieur à 1,666 UA, il est classé, selon la JPL Small-Body Database, comme objet de la ceinture principale.

### Caractéristiques physiques
(24323) 2000 AW49 a une magnitude absolue (H) de 14,9 et un albédo estimé à 0,065.